# Orange petunia
Las petunias naranjas o petunias A1-DFR son organismos modificados genéticamente que contienen un transgén del maíz que tiñe de naranja las flores de las petunias. Creadas por primera vez en un experimento realizado en 1987 en el Instituto Max Planck de Investigación de Mejora Vegetal de Colonia, las petunias se liberaron posteriormente en la naturaleza, pero no se comercializaron. En 2015, el botánico Teemu Teeri descubrió petunias de color naranja en Helsinki, lo que dio lugar a una respuesta reguladora apodada la carnicería de las petunias de 2017, en la que se ordenó a los vendedores de plantas que destruyeran las petunias modificadas en lugar de venderlas. El Departamento de Agricultura de Estados Unidos aprobó la venta de petunias naranjas en Estados Unidos en enero de 2021.

## Historia
Las petunias naranjas fueron creadas en 1987 por un equipo de investigadores del Instituto Max Planck de Investigación de Mejora de Plantas de Colonia, dirigido por el genetista Peter Meyer. En un artículo publicado en Nature ese mismo año, los investigadores demostraron que la inserción de un gen del maíz en una petunia haría que la planta produjera pelargonidina, convirtiendo sus flores en salmón. Esta fue la primera modificación del color de las flores utilizando un transgén. El ensayo de la tecnología consistió en la plantación de 30.000 de estas petunias modificadas genéticamente, que fueron las primeras plantas transgénicas autorizadas en el campo en Alemania. Según Meyer, la opinión pública se opuso fuertemente a la plantación en ese momento.
A pesar de la controversia sobre la producción de petunias, una corporación afiliada a la empresa de semillas Zaadunie adquirió una licencia para la tecnología e informó en 1995 que habían creado petunias anaranjadas comercialmente viables. En comparación con las petunias originales, el gen del pigmento naranja se expresó de manera más consistente en estas plantas y las flores tenían un color naranja vivo. Rogers NK colaboró con Zaadunie para obtener la aprobación de una prueba de campo de las petunias en Florida, pero según su creador Peter Meyer, ninguna de estas empresas nunca comercializó las petunias.  También se crearon petunias naranjas mediante una modificación genética similar a partir de otras fuentes vegetales, como Gerbera, Calibrachoa y rosales que tampoco se comercializaron.

### Petunia carnage

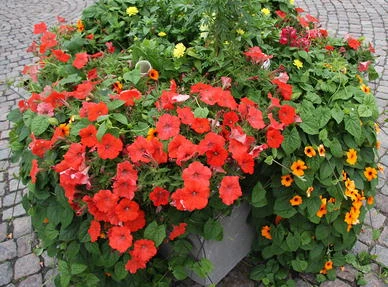
Jardinera con petunias naranjas en Helsinki en 2016

En 2015, el biólogo Teemu Teeri se fijó en unas petunias naranjas a la salida de una estación de tren en Helsinki. Teeri conocía la historia de las flores modificadas, e inicialmente creyó que el color naranja de estas flores era falso. Tras analizar una muestra, descubrió que el ADN de las flores coincidía con la modificación descrita en el artículo original de 1987
Teeri notificó la presencia de las petunias a un regulador de la Junta Finlandesa de Tecnología Genética, una decisión que posteriormente declaró a ScienceInsider que lamentaba. El 27 de abril de 2017, la Autoridad Finlandesa de Seguridad Alimentaria pidió la retirada del mercado de ocho variedades de petunias en respuesta a la presencia de petunias modificadas genéticamente no autorizadas. Las plantas habían sido importadas de Alemania y los Países Bajos. Al no estar autorizadas como organismos modificados genéticamente por la Unión Europea, se exigió su identificación y destrucción; otros países europeos iniciaron investigaciones al respecto. El Departamento de Medio Ambiente, Alimentación y Asuntos Rurales del Reino Unido inició una investigación sobre su venta, y el grupo de campaña GM Freeze advirtió a los consumidores que evitaran las plantas.
El 2 de mayo de 2017, el Servicio de Inspección de Sanidad Animal y Vegetal (APHIS) del Departamento de Agricultura de los Estados Unidos (USDA) estaba llevando a cabo revisiones con los fitomejoradores para buscar el virus del mosaico de la coliflor en las petunias, ya que el virus se utiliza habitualmente para controlar la expresión de los transgenes. Hasta el 24 de mayo de 2017, los cribados del APHIS en respuesta al redescubrimiento de las petunias naranjas habían identificado 10 variedades de petunias transgénicas, junto con 21 más que estaban "implicadas como potencialmente GE". La agencia publicó una guía en la que se indicaba a los criadores y vendedores de Estados Unidos que debían autoclavar, enterrar, compostar, incinerar o utilizar un vertedero para deshacerse de las variedades de petunia identificadas. Michael Firko, director de la división de Servicios de Regulación Biotecnológica del APHIS, declaró que algunas empresas podrían haber estado vendiendo petunias genéticamente modificadas sin saberlo durante casi una década; uno de los miembros de su equipo había notado las flores en un centro de mesa en una fiesta de graduación en mayo de 2017, pero no tomó una muestra porque "no quería destruir el bonito despliegue floral" 
La repentina toma de conciencia por parte de los organismos reguladores de la presencia de organismos modificados genéticamente no autorizados en el mercado condujo a una campaña de retirada y a la destrucción de las plantas de petunia modificadas, lo que provocó pérdidas económicas en todo el mundo. Las petunias naranjas fueron esencialmente retiradas del mercado económico mundial, con algunas excepciones como Canadá. El fotógrafo Klaus Pichler bautizó el suceso como la "carnicería de las petunias de 2017" .
Los acontecimientos que condujeron a la presencia generalizada de las petunias naranjas no están claros. El seguimiento del desarrollo de las plantas es difícil, en parte debido a la complejidad del campo de la biotecnología; Zaadunie era propiedad del conglomerado Sandoz cuando se desarrollaron por primera vez las petunias naranjas, pero Sandoz se fusionó con Novartis en 1996, y Novartis fusionó su brazo agrícola con el de AstraZeneca en 2000 para formar Syngenta. Un ejecutivo del grupo comercial AmericanHort sugirió que "en algún momento [...] alguien perdió de vista el hecho de que el avance original del color en cuestión se había logrado mediante la modificación genética".

### Regulación posterior
El USDA declaró en 2017 que no emprendería acciones contra las empresas que habían distribuido petunias naranjas, ya que parecía que no habían sido conscientes de que las plantas eran organismos modificados genéticamente no autorizados. En 2021, una petición de la empresa alemana de suministro de plantas Westhoff llevó al USDA y al APHIS a desregular las petunias naranjas en Estados Unidos, permitiendo su venta.

## Rasgos

### Genética
La coloración de las flores a partir de antocianinas en la petunia ornamental, Petunia × hybrida, es un ejemplo de la especificidad de sustrato de una enzima que limita el espectro de posibles productos de la vía. Las antocianinas son pigmentos hidrosolubles que dan a las flores, los frutos y, a veces, a las partes vegetativas de las plantas colores que van del naranja y el rojo al azul y el púrpura. Las antocianinas están muy glicosiladas y aciladas, lo que afecta a sus propiedades visuales. A nivel de aglicona, las tres variantes más comunes de la molécula son las antocianidinas pelargonidina, cianidina y delfinidina, que se diferencian por el número de grupos hidroxilos (uno, dos o tres, respectivamente) en el anillo B de la molécula. La hidroxilación tiene lugar a nivel de los dihidroflavonoles en la vía (posiblemente antes en algunos casos, o después en otros) por dos enzimas, la flavonoide 3'hidroxilasa (F3'H) y la flavonoide 3'5'hidroxilasa (F3'5'H). La enzima dihidroflavonol reductasa (DFR) convierte los dihidroflavonoles en las correspondientes leucoantocianidinas, que luego son oxidadas a antocianidinas por la antocianidina sintasa (sin. leucoantocianidina dioxigenasa). En la petunia, la enzima DFR no reacciona con el precursor más simple (dihidrokaempferol); por lo tanto, la gama natural de colores de las flores de petunia carece de los tonos anaranjados típicos de los derivados de la pelargonidina.

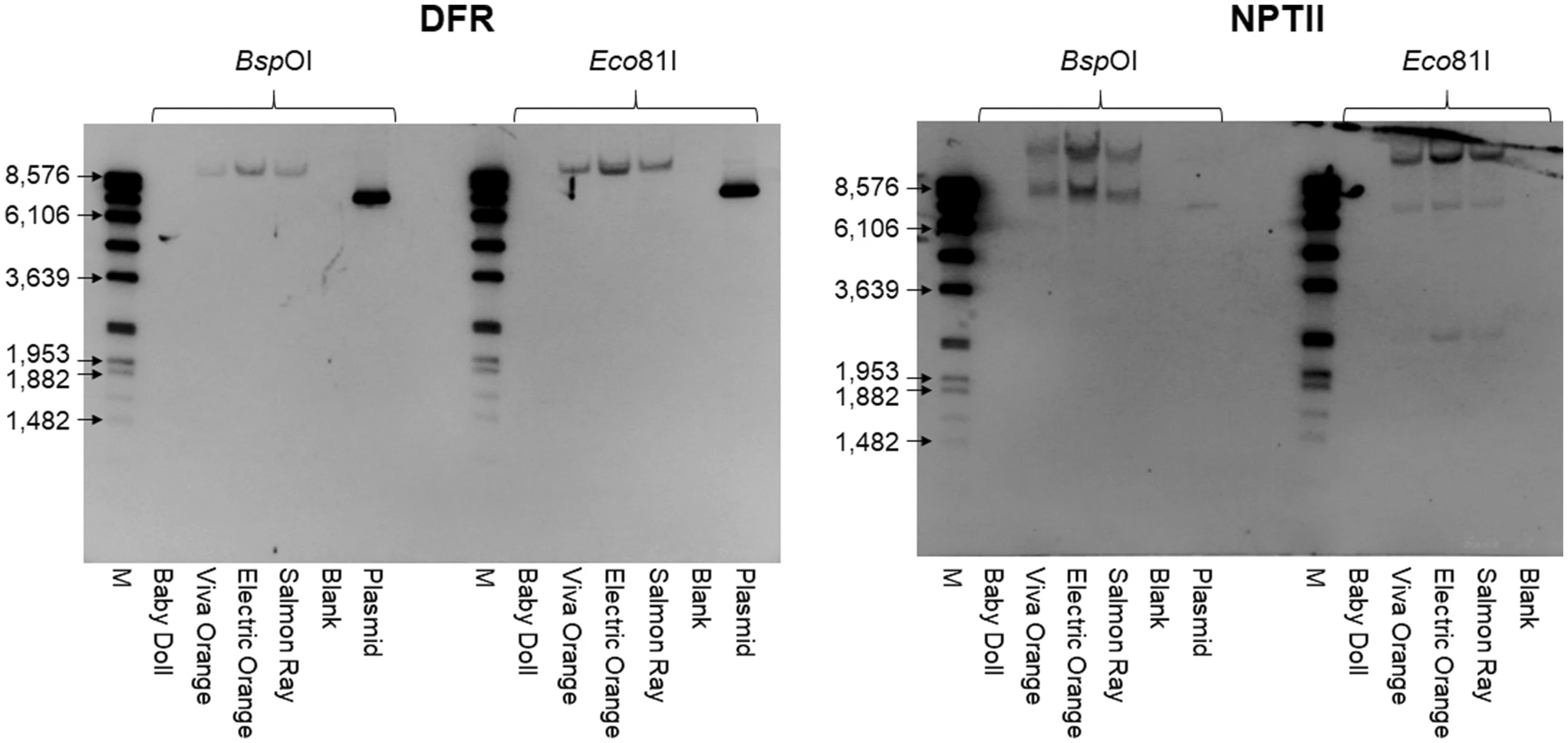
Análisis de Southern blot de los cultivares de petunia naranja GM 'Viva Orange', 'Electric Orange' y 'Salmon Ray' con sondas para la secuencia de codificación A1-DFR (izquierda) y el gen nptII (derecha)

Las petunias naranjas contienen un gen que codifica la dihidroquercetina 4-reductasa del maíz, denominado A1 o A1-DFR. Este ADN complementario transgénico permite la producción del pigmento pelargonidina naranja. Un estudio de tres variedades de petunias naranjas distribuidas comercialmente encontró el alelo A1 tipo 2, que coincide con la modificación realizada en la década de 1980 y, por tanto, sugiere una relación directa entre las petunias naranjas modernas y el experimento de 1987. Otro estudio observó la presencia del gen nptII, un marcador común de la transferencia selectiva de genes. Aunque en algunos de los experimentos iniciales con petunias naranjas se utilizó un gen DFR procedente de plantas distintas del maíz, las pruebas genéticas sugieren que el maíz es la fuente original del gen DFR en las petunias naranjas actuales.
Aunque las petunias naranjas originales tenían escasas propiedades hortícolas, los fitomejoradores pudieron introducir la modificación genética en variedades de petunias más resistentes mediante cruces.

### Visual
Mientras que las petunias y otras plantas similares no suelen producir flores de color naranja o rojo intenso porque son genéticamente incapaces de sintetizar esos pigmentos, las petunias naranjas modificadas genéticamente tienen flores de color naranja. El tamaño y la tonalidad de las flores varían según las distintas variedades. Algunas variedades de petunias que producen flores rojas o púrpuras también son portadoras de la modificación genética que originalmente creó las petunias naranjas.

### Interacción con otros organismos.
Las petunias naranjas no son plagas ni se consideran malas hierbas nocivas en Estados Unidos, donde no son sexualmente compatibles con ninguna planta silvestre. La Autoridad Finlandesa de Seguridad Alimentaria señaló tras su investigación que, aunque las petunias no estaban autorizadas para su cultivo en la Unión Europea, "no causan ningún riesgo para las personas o el medio ambiente".
Las variedades de petunia naranja tienen nombres comerciales que incluyen 'African Sunset', 'Cascadias Indian Summer' y 'Bonnie Orange' , así como 'Salmon Ray', 'Viva Orange' y 'Electric Orange'.